# دانگکو
دانگکو (به لاتین: Dongqu, Panzhihua) یک سکونتگاه مسکونی در جمهوری خلق چین است که در پنژیهوا واقع شده‌است.

## خصوصیات
دانگکو ۱۶۷٫۲۳ کیلومترمربع مساحت و ۳۱۹٬۰۰۰ نفر جمعیت دارد.